# Niko Siltaniemi
Niko Siltaniemi (ur. 26 kwietnia 1981) – fiński żużlowiec.

## Życiorys
Dwukrotny uczestnik eliminacji indywidualnych mistrzostw świata juniorów (2008, 2009). Złoty medalista drużynowych mistrzostw Finlandii (2008). Srebrny medalista indywidualnych mistrzostw Finlandii juniorów (2010). Srebrny medalista mistrzostw Finlandii w parach (2010). Brązowy medalista indywidualnych mistrzostw Finlandii (Kauhajoki 2010).